# 静岡県道220号蔵田島田線
静岡県道220号蔵田島田線（しずおかけんどう220ごう くらたしまだせん）は、静岡県藤枝市の蔵田から島田市の身成（みなり）までを結ぶ路線である。

## 地理
藤枝市瀬戸ノ谷の蔵田地区から峠を越えた大久保地区を経て、島田市内は伊久美川沿いに伊久美地区を縦断し、大井川本流との合流地点手前まで至る。

## 通過する自治体
- 静岡県
  - 藤枝市
  - 島田市

## 接続路線
- 静岡県道32号藤枝黒俣線
- 静岡県道64号島田川根線

## 沿線の施設他
- 藤枝の大茶樹
- スポーツ・パル高根の郷
- 大久保キャンプ場・グラススキー場
- 伊久美スポーツ広場
- 島田市立伊久美小学校
- 島田市野外活動センター山の家